# André da Etiópia
André (em amárico:  አንድሬያስ , transc.: indrēyās, também conhecido como Andreyas  ou Endreyas ) foi Imperador da Etiópia (nəgusä nägäst, 1429 - 1430) e membro da dinastia salomónica.  Foi filho de Isaque I e governou 6 ou 7 meses.   Seu nome de trono era Hezbanan e em outros documentos Garima-Asfarre. 
André morreu em março de 1430 e foi enterrado em Tadbaba Maryam, um convento do distrito Sayint (região de Amara). 